# Людвіг Носс
Людвіг Носс (25 січня 1848, м. Чортків, Австрійська імперія — 7 вересня 1913, м. Львів, Австро-Угорщина) — австрійський самоврядовець, меценат, громадський та просвітницький діяч. Цісарський радник.

## Життєпис
Людвіг Носс народився 25 січня 1848 року у місті Чорткові Австрійської імперії в сім'ї аптекаря. Охрещений 8 лютого. Хрещені батьки — Геронім Садовський та Барбара Бушинська.
1 травня 1863 року Людвіг Носс офіційно почав службу у батьковій аптеці. У 1866 році склав на «відмінно» іспит перед аптечною комісією і його зараховують на 3-х річну професійну практику, а згодом стає асистентом (1866—1869) аптеки.
Навчався в школі при чортківському домініканському монастирі. Після її закінчення стає співвласником батькової аптеки. Закінчив шляхетський конвікт (1866) та державну гімназію (1868) в Тернополі. Здобув звання магістра фармації у Віденському університеті (1871). Після навчання повертається до Чорткова, де є власником монопольної аптеки (нині вул. Аптечна, 4), і займається аптечною справою.
Працював касиром (1875—1877, 1884—1887) в міському уряді Чорткова. У 1883, 1888—1913 рр. був бургомістром Чорткова. Перебуваючи на цій посаді: збудовано водозабір «Рудькова балка» (1901); заснував жіночу семінарію (1908); побудовано новий костел на місці старого, міську ратушу з годинниковою вежею, приміщення окружного, повітового та міського судів, банк, приміщення залізничної станції, аптеки, приміщення польського гімнастичного товариства «Сокіл», пошту і т. д.; вимощено вулиці Міцкевича, Ринок, Колійову.
3 липня 1887 року очолював делегацію Чортківської повітової ради, яка взяла участь в урочистих заходах на львівському двірці з нагоди приїзду в Галичину кронпринца Австрії Рудольфа. Особисто вітав цісаревича від імені чортківської делегації. А потім супроводжував поважних гостей аж до Чорткова. А вже 7 липня того ж року кронпринц Рудольф, який проінспектував новозбудовані залізничні двірці (вокзальні приміщення), прибув у місто.
У вересні 1906 року наказав жандармам знищувати розклеєні по місту листівки, в яких йшлося про зрив виборів на Вигнанці та критикували австрійську виборчу систему.
Член ц.-к. Чортківської шкільної повітової ради, Бучацько-чортківсько-заліщицького відділу Галицького господарського товариства у Львові ((Galicyjskie Towarzystwo Gospodarskie we Lwowie; 1882—1887, 1888), Товариства ім. Станіслава Сташиця (1889); представник міських гмін (1885—1913), виділу представницького органу (1891—1894, 1905—1913) та заступник члена виділу (1885—1890, 1898—1904) Чортківської повітової ради; Товариства середньої школи (1909, 1910, 1911, 1912).
Займався просвітництвом та меценатством, зокрема підтримував усі релігійні конфесії та храми Чорткова. Сприяв проведенню вечорів пам'яті поетів, зокрема Адама Міцкевича. Цікавився розвитком архітектури, живописом та літературою.
Добре володів німецькою, польською, українською мовами, знав латину.
Помер 7 вересня 1913 року в одному із львівських готелів. Похований 11 вересня 1913 року у Чорткові. У 1995 році, коли представники польської держави робили «Опис топографічних могил на цвинтарі в Чорткові», у другому секторі кладовища під сьомим номером значився гробівець Носсів. У 2020 році Петро Федоришин та інші намарно намагалися його розшукати, але згодом знайшли і відновили.

## Пам'ять
Іменем Людвіга Носса названо одну з вулиць Чорткова.

## Родинний будинок

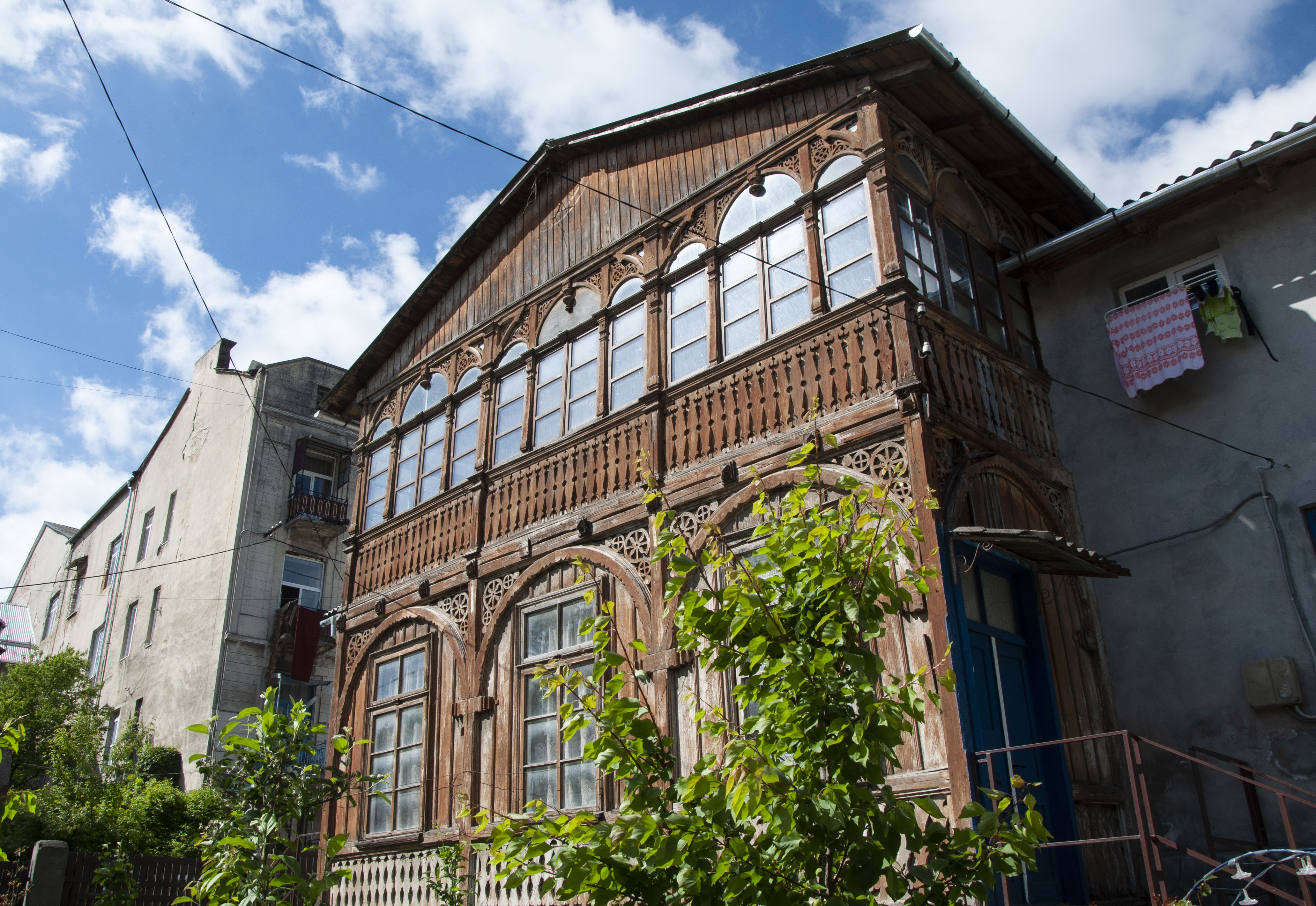
Будинок Людвіга Носса

До наших днів зберігся будинок, в якому жив Людвіг Носс. Він є пам'яткою архітектури місцевого значення.
У 2021 році Чортківська міська рада заявила про можливе придбання будинку.

## Нагороди
- Почесний громадянин Чорткова (1896).
- Золотий Хрест заслуг із короною (1897),
- орден Франца Йосифа III ступеня (1912).